# Тетродотоксин
Тетродотоксин је врло отровно органско једињење у чији састав улазе угљеник, водоник, кисеоник и азот. Налази се у риби фугу (род Diodon) која припада реду Tetraodontiformes, па отуда и назив овог отрова.

## Историјат
Тетродотоксин је открио јапански научник Тахара 1909. године. Група јапанских истраживача је вештачки синтетизовала тетродотоксин 1972. године.

## Деловање
Тетродотоксин блокира провођење нервног импулса дуж аксона и у надражљивим мембранама нервних влакана, што доводи до парализе респираторних мишића и прекида дисања.

## Механизам
Гванидино група токсина ступа у интеракцију са негативно наелектрисаним карбоксилатом на улазу у канал натријума са спољашње стране ћелијске мембране. Овај отров је у суштини компетицијски инхибитор натријумових јона.

## Значај
Тетродотоксин је врло корисно средство у истраживањима због високог афинитета за натријумове канале. Тако је, на пример, густина натријумових канала у разним надражљивим мембранама одређена мерењем количине везаног радиокативно означеног тетродотоксина. Тако се дошло до тога да су у немијелизираним нервним влакнима (која немају мијелински омотач) натријумови канали веома ретки, за разлику од специјализованих подручја мијелизираних влакана (тзв. Ранвијеровим чворовима) где ови канали заузимају велики део површине мембране.

## Особине
| Особина                  | Вредност |
| ------------------------ | -------- |
| Број акцептора водоника  | 9        |
| Број донора водоника     | 9        |
| Број ротационих веза     | 1        |
| Партициони коефицијент ( | -4,0     |
| Растворљивост (logS, log(mol/L))        | 2,3      |
| Поларна површина (PSA, Å2)  | 187,7    |

## Занимљивост
У мањим дозама, овај отров не мора обавезно да буде смртоносан. Наводно је омиљен у вуду-магији где се сматра кључним састојком за стварање зомбија.